# Franz Bernreiter
Franz Bernreiter (ur. 13 lutego 1954 w Bärnzell) – niemiecki biathlonista reprezentujący RFN, brązowy medalista igrzysk olimpijskich i mistrzostw świata.

## Kariera
Pierwszy sukces w karierze osiągnął w 1980 roku, wraz z Gerhardem Winklerem, Hansim Estnerem i Peterem Angererem zdobywając brązowy medal w sztafecie podczas igrzysk olimpijskich w Lake Placid. Był to jego jedyny start olimpijski.
Na rozgrywanych rok później mistrzostwach świata w Lahti reprezentacja RFN w składzie: Franz Bernreiter, Andreas Schweiger, Peter Angerer i Fritz Fischer zajęła drugie miejsce. Zajął tam też 20. miejsce w biegu indywidualnym i 21. miejsce w sprincie. Był też między innymi czternasty w sprincie podczas mistrzostw świata w Anterselvie w 1983 roku.
W zawodach Pucharu Świata zadebiutował 19 stycznia 1980 roku w Ruhpolding, zajmując siódme miejsce w sprincie. Tym samym już w swoim debiucie zdobył pierwsze punkty. Na podium zawodów tego cyklu jedyny raz stanął 2 kwietnia 1981 roku w Hedenäset, gdzie w biegu indywidualnym był trzeci.  Wyprzedzili go jedynie Fritz Fischer i Peter Angerer. W sezonie 1982/1983 zajął 22. miejsce w klasyfikacji generalnej.
W 1984 roku został mistrzem RFN w biegu indywidualnym.
Po zakończeniu kariery pracował jako trener, prowadził między innymi reprezentację Niemiec.

## Osiągnięcia

### Igrzyska olimpijskie
| Rok  | Miejscowość | Konkurencje | Konkurencje | Konkurencje | Konkurencje | Konkurencje | Konkurencje | Konkurencje |
| Rok  | Miejscowość | IN          | SP          | PU          | MS          | RL          | MR          | SR          |
| ---- | ----------- | ----------- | ----------- | ----------- | ----------- | ----------- | ----------- | ----------- |
| 1980 | Lake Placid | –           | –           | nd.         | nd.         | 3.          | nd.         | –           |

### Mistrzostwa świata
| Rok  | Miejscowość | Konkurencje | Konkurencje | Konkurencje | Konkurencje | Konkurencje | Konkurencje | Konkurencje |
| Rok  | Miejscowość | IN          | SP          | PU          | MS          | RL          | MR          | SR          |
| ---- | ----------- | ----------- | ----------- | ----------- | ----------- | ----------- | ----------- | ----------- |
| 1981 | Lahti       | 20.         | 21.         | nd.         | nd.         | 2.          | nd.         | –           |
| 1982 | Mińsk       | 33.         | –           | nd.         | nd.         | 4.          | nd.         | –           |
| 1983 | Anterselva  | 40.         | 14.         | nd.         | nd.         | 4.          | nd.         | –           |

### Puchar Świata

#### Miejsca w klasyfikacji generalnej
| Sezon     | Miejsce |
| --------- | ------- |
| 1979/1980 | ?       |
| 1980/1981 | ?       |
| 1981/1982 | ?       |
| 1982/1983 | 22.     |

#### Miejsca na podium chronologicznie
| Lp. | Dzień      | Rok  | Miejscowość | Konkurencja                | Lokata | Pudła | Czas biegu | Strata  | Zwycięzca     |
| --- | ---------- | ---- | ----------- | -------------------------- | ------ | ----- | ---------- | ------- | ------------- |
| 1.  | 2 kwietnia | 1981 | Hedenäset   | Bieg indywidualny na 20 km | 3.     | ?     | 1:17:35,0  | +3:47,0 | Fritz Fischer |